# ミシェル・マテリ
ミシェル・ジョゼフ・マテリ（Michel Joseph Martelly, 1961年2月12日 - ）は、ハイチの政治家、ミュージシャン。『ミシェル・マーテリー』と表記されることもある。2011年から同国大統領を1期務めた。

## 略歴
1961年2月12日生まれ。中産階級の石油工場現場監督の家庭で育つ。アメリカ合衆国のレッドロックス・コミュニティー短期大学（Red Rocks Community College）に留学する。アメリカでは、建設労働者としても働く。
ハイチに帰国の後、1988年、ミシェル・マテリの実名で、コンパ（Kompa）というジャンルで、プロの歌手としての音楽活動を始める。およびスウィート・ミッキー（Sweet Mickey）という名前で、ヒットを飛ばす。ハイチ国内は元より、国外での知名度を上げる。
2010年、議員経験もないミシェル・マテリは、翌年大統領選挙への出馬を表明する。「腐敗根絶」や「変革」を掲げた選挙活動を行う。2011年3月20日の大統領選挙決選投票に、相手候補のミルランド・マニガ（Mirlande Manigat）よりも得票を伸ばして、68％の得票率で勝利する。
5月14日、第41代ハイチ大統領に就任する。就任演説で、「雇用創出」や「教育の無償化」「公衆衛生」の実現などに取り組むことを盛り込む。しかし議会は野党が多数派となっており、次期首相をギャリー・コニーユとした人事案は同年10月に承認されるまで2回も否決された。2012年12月に来日している。
2015年10月に後任を決める大統領選挙が行われ、12月に決選投票が行われる予定であったが、10月の選挙で不正があったとして抗議デモが発生し12月の決選投票は2016年1月に延期され、しかし抗議デモが収まらなかったため再延期となり、2月7日に任期満了を迎えたマテリは大統領を退任。首相のエヴァンス・ポールが大統領代行に就任するという事態となった。その後、2月14日より上院議長のジョスレルム・プリベールが暫定大統領となった。やり直しの大統領選挙が行われたのは2016年11月20日であった。 2024年8月、米国財務省は、同国および米国での麻薬密売を促進するために影響力を利用した疑いで、ミシェル・ジョセフ・マーテリー氏に制裁を課した。。